# فلورنسا روبرتس
فلورنسا روبرتس (بالإنجليزية: Florence Roberts)‏ هي ممثلة أمريكية، ولدت في 16 مارس 1861 في الولايات المتحدة، وتوفيت بنفس المكان في 6 يونيو 1940.

## أعمال

### أفلام
- (1934) كليوباترا
- (1935) البؤساء
- (1937) حياة إميل زولا

## وصلات خارجية
- فلورنسا روبرتس على موقع IMDb (الإنجليزية)
- فلورنسا روبرتس على موقع ألو سيني (الفرنسية)
- فلورنسا روبرتس على موقع أول موفي (الإنجليزية)
- فلورنسا روبرتس على موقع قاعدة بيانات برودواي على الإنترنت (الإنجليزية)
- فلورنسا روبرتس على موقع قاعدة بيانات الأفلام السويدية (السويدية)
- فلورنسا روبرتس على موقع قاعدة بيانات الفيلم (الإنجليزية)
- فلورنسا روبرتس على موقع كينوبويسك (الروسية)